# Albert von Kersten
Albert von Kersten (* 31. Dezember 1889 in Fiume; † 18. Dezember 1937 in Berlin; gebürtig Albert von Klein) war ein österreichischer Schauspieler.

## Leben
Der Offizierssohn besuchte die Militärakademie und war zuerst Kavallerist und dann Flieger im Ersten Weltkrieg. Nach Kriegsende wurde der Rittmeister a. D. Schauspieler.
Er spielte am Theater in der Josefstadt und anderen Wiener Bühnen, besonders den Kammerspielen, dem Schauspielhaus und den Jarno-Bühnen. Seit Ende der 1920er Jahre trat er in Linz und ab 1931 auch in Berlin auf. 
Wichtiger war jedoch zunächst seine Karriere als Filmschauspieler, wo er in Rollen von Herzensbrechern, Abenteurern und Offizieren eingesetzt wurde. In der Abenteuergeschichte Serge Panine übernahm er die Titelrolle. Seit Ende der 1920er Jahre musste sich von Kersten allerdings mit wenig bedeutenden Aufgaben zufriedengeben.

## Filmografie
- 1921: Die Totenhand
- 1922: William Ratcliff
- 1922: Die Menschen nennen es Liebe
- 1922: Serge Panine
- 1922: Das Spiel ist aus
- 1922: Kinder der Revolution
- 1922: Fatmes Errettung
- 1923: Fräulein Frau
- 1924: Das Geheimnis der Schrift
- 1924: Salambo
- 1925: Oberst Redl
- 1925: Zwei Vagabunden im Prater
- 1926: Die Zwei und die Dame
- 1926: Die Brandstifter Europas
- 1927: Café Elektric
- 1928: Gefährdete Mädchen
- 1928: Das Schicksal derer von Habsburg
- 1928: Herzog Hansl (Erzherzog Johann)
- 1929: Die verschwundene Frau
- 1930: Wiener Herzen (Erzherzog Otto und das Wäschermädel)
- 1930: Der Wilddieb
- 1930: Das Wolgamädchen
- 1931: Das Schicksal einer schönen Frau (Madame Blaubart)
- 1932: Der Feldherrnhügel
- 1932: Quick
- 1932: Wenn die Liebe Mode macht
- 1934: Ich sehne mich nach dir
- 1934: Die Insel
- 1934: Mein Leben für Marie Isabell
- 1935: Ich war Jack Mortimer
- 1935: Künstlerliebe